# Бекташі

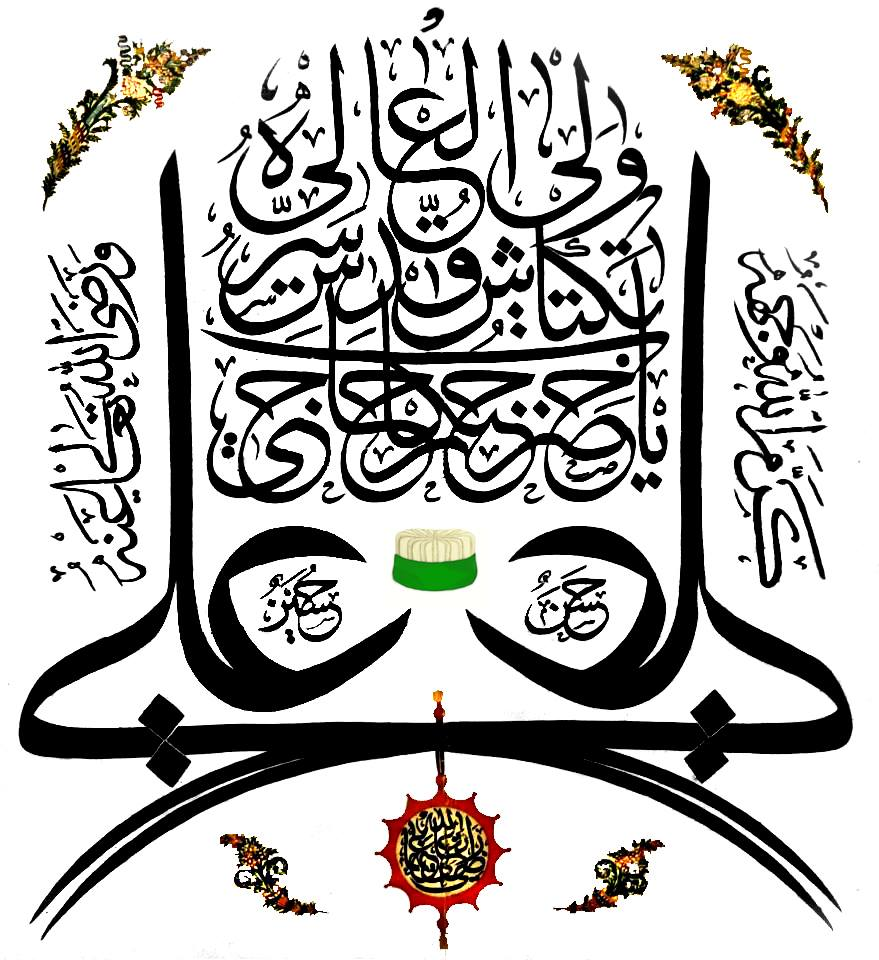
Дзеркальна каліграфія бекташі

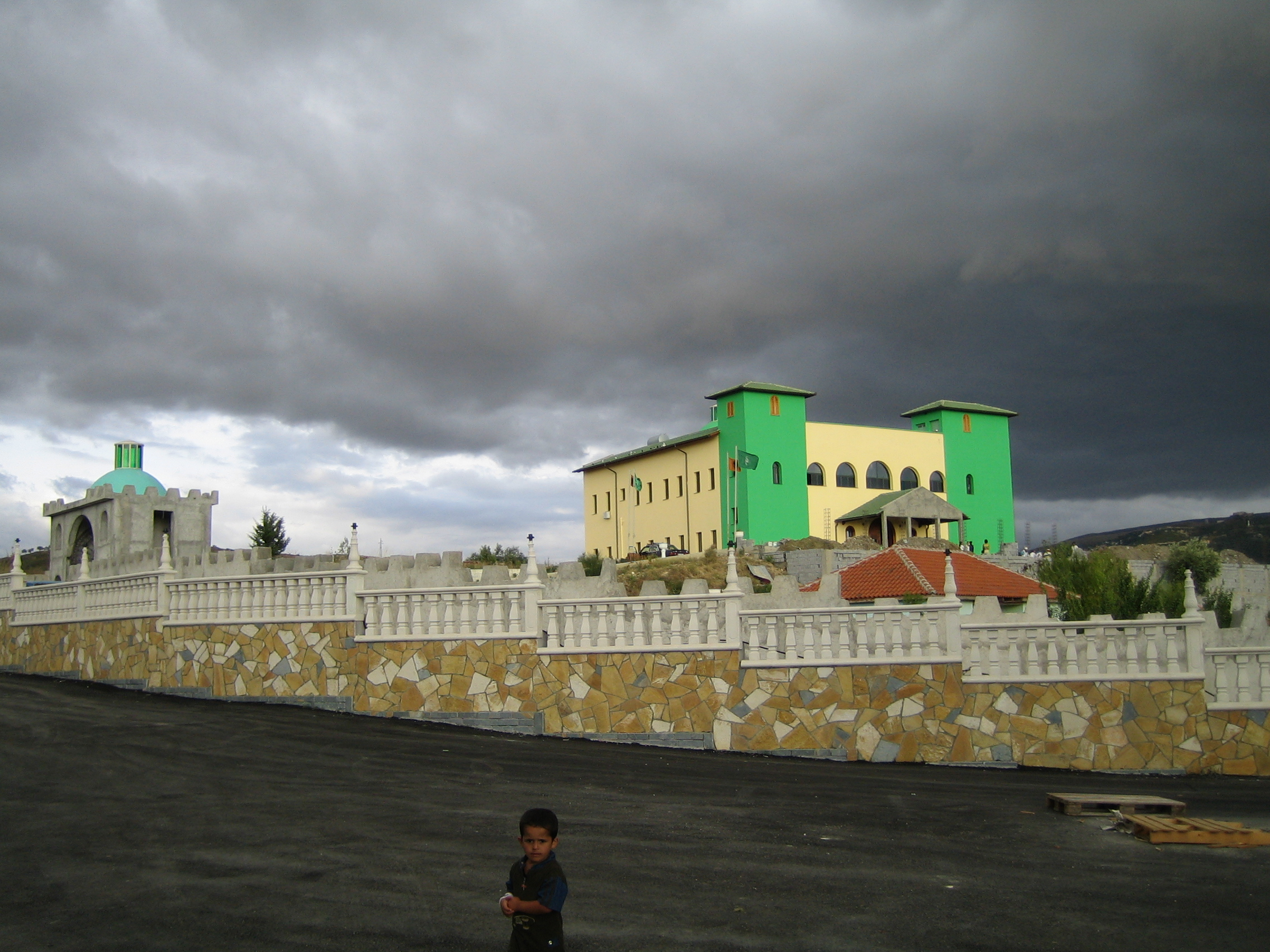
Храм бекташів у Вльорі, Албанія

Бекташі (тур. Bektaşi) — суфійський орден, який заснував Хаджі Бекташі в XIII столітті. Близький до шиїзму (за шанування Алі) і містить елементи християнства (хрещення). Поширений був у Туреччині, Албанії та Боснії, в основному в середовищі колишніх християн, що перейшли в іслам. Сприймали світ за допомогою тріад: Аллаха, Мухаммеда і Алі, мали ритуальну їжу з вина, хліба і сиру. У фольклорі бекташі завжди виступають у вигляді вільнодумців, що живуть за межами норм традиційного ісламського права.

## Історія
Всі яничари були приписані до ордену, і шейх (настоятель) дервішів був почесним командиром 99-ї роти яничарського корпусу. Після розформування яничарів у 1826 орден позбувся привілейованого статусу, а після революції Кемаля у 1925 бекташі були змушені покинути межі Туреччини й осіли в Албанії, де з орденом було пов'язано до 20 % місцевого населення. У 1967 всі монастирі бекташів були закриті комуністичним урядом, але у 1990 почалося їх відродження. У 1954 громада бекташів з'явилася в США.

## Доктрина
Засновник ордену, за словами Ефлакі, не дотримувався правил шаріату і ніколи не молився. Основні ідеї ордену полягали в повазі до інших і терпимості. Бекташі поділяють загальну суфійську доктрину вахдат аль-вуджуд (єдність буття) і алегоричне розуміння Корану і шаріату. Вони святкують Навруз як день народження Алі і практикують щорічну сповідь наставнику.
На відміну від інших напрямів ісламу, бекташі допускають вживання алкоголю.

## Ієрархія
- Дедебаба — вищий ранг в ієрархії.
- Халіф-баба
- Баба — голова громади; отець, батько[1].
- Дервіш — самостійний бекташ-одиночка.
- Мухіп (محب) — другий ступінь посвяти
- Ашик (عاشق) — перший щабель присвяти; коханець, кандидат на вступ до ордену Бекташі[1].